# 哈里斯城 (印地安納州)
哈里斯城（英語：Harris City）是位於美國印地安納州第開特縣的一個非建制地區。該地的面積和人口皆未知。

## 地理
哈里斯城的座標為39°16′53″N 85°31′38″W / 39.28139°N 85.52722°W，而該地的平均海拔高度為250米（即820英尺）。